# Agias (Bildhauer)
Agias (altgriechisch Ἀγίας) war ein griechischer Bildhauer, der am Ende des 2. Jahrhunderts v. Chr. tätig war.
Er war der Sohn des Bildhauers Aristomenes aus Messene und Vater des Bildhauers Pyrilampos. Er ist nur durch seine Inschrift auf einer in Olympia gefundenen Statuenbasis bekannt, auf der eine Porträtstatue gestanden hatte.